# Basiprionota patkoiensis
Basiprionota patkoiensis es un coleóptero de la familia Chrysomelidae.
Fue descrita científicamente por primera vez en 1926 por Spaeth.